# Śmierć pierworodnych

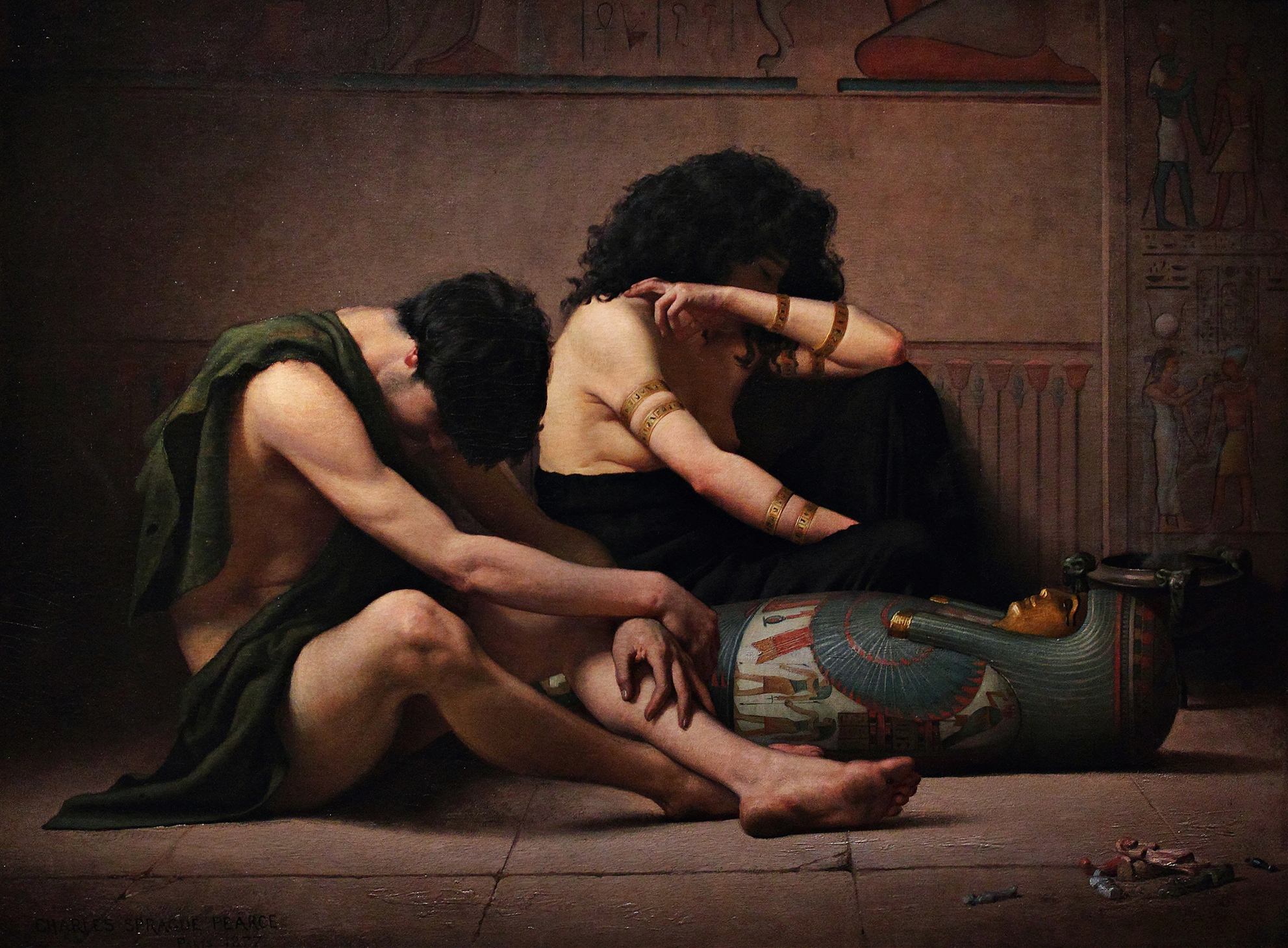
Lamentacje nad śmiercią pierworodnych w Egipcie – Charles Sprague Pearce, 1877

Śmierć pierworodnych (מַכַּת בְּכוֹרוֹת „makat bechorot”) – dziesiąta, ostatnia plaga egipska sprowadzona na Egipt przez Boga Jahwe w biblijnej Księdze Wyjścia. Polegała ona na zabiciu przez Anioła Śmierci wszystkich pierworodnych synów egipskich, w tym syna faraona. Po tej pladze faraon wypuścił Hebrajczyków ze swojego kraju.

## Przebieg plagi
Zgodnie z ostrzeżeniem Mojżesza, w tej pladze mieli umrzeć wszyscy pierworodni Egipcjan, bez względu na płeć – włącznie z pierworodnymi zwierząt. Plaga miała miejsce o północy. Według jednej z opinii w Talmudzie, Mojżesz powiedział "około północy" [hebr. „כחצות”], ponieważ obawiał się, że egipscy astrologowie stwierdzą, iż plaga nie wydarzyła się dokładnie o północy, i że Bóg nie dotrzymał swojego słowa. 
Zgodnie z midraszami rabinicznymi, w tej pladze zginęli zarówno mężczyźni, jak i kobiety, a także pierworodni zarówno ze strony ojca, jak i matki. Według rabinicznych komentarzy córka faraona, choć była pierworodną swojej matki, została wyłączona z plagi i pozostała przy życiu, ponieważ uratowała Mojżesza, gdy był niemowlęciem. W przeciwieństwie do niej, pierworodny syn faraona zmarł. Ponieważ sam faraon był pierworodnym synem, obawiał się, że również zginie. Natychmiast udał się do Mojżesza i Aarona, prosząc ich, aby opuścili Egipt razem z rodzinami, bydłem i dziećmi. Rankiem po pladze śmierci pierworodnych Izraelici opuścili Egipt.
Przed ostatnią plagą Jahwe nakazuje Mojżeszowi, aby powiedział Izraelitom, by oznaczyli drzwi swojego domu krwią baranka, aby Anioł Śmierci ominął ich domy (tzn. aby nie zostali dotknięci śmiercią pierworodnych). W wyniku ostatniej plagi Faraon nakazuje Izraelitom opuścić Egipt, zabierając ze sobą wszystko, co chcą, i prosi Mojżesza, aby go pobłogosławił w imię Pana. Fragment ten stwierdza również, że ofiara paschalna przypomina czas, kiedy Pan „przeszedł obok domów Izraelitów w Egipcie”.

## Teorie naukowe
Naukowcy przez długi czas widzieli w tej pladze wyłącznie symbol religijny: Pierworodne zło ma być wytępione z korzeniami – to związek frazeologiczny znany w Egipcie od wieków. W połowie lat 90. XX wieku epidemiolog z Departamentu Zdrowia Miasta Nowy Jork, John S. Marr, wraz z Curtisem Malloyem opublikowali hipotezę, według której plagę tę można powiązać z nawykami żywieniowymi tamtych czasów. Według tej hipotezy pierworodny syn zawsze otrzymywał pierwszy i największy posiłek przed resztą rodziny, podobnie jak pierworodne zwierzę, które z tego powodu zazwyczaj było silniejsze od pozostałych. W wyniku wcześniejszej plagi ciemności w wilgotnym zbożu, które z powodu ograniczonego nasłonecznienia nie mogło się wysuszyć, mogła rozwinąć się pleśń (kropidlak żółty, czarna pleśń lub sporysz), szczególnie na powierzchni żywności przechowywanej w dzbankach. Toksyczne produkty metabolizmu tej pleśni, tzw. trichoteceny makrocykliczne, mogły wywołać śmiertelną odpowiedź immunologiczną u dotkniętego chorobą dziecka lub zwierzęcia. Ze względu na to, że Izraelici mieli ścisłe zasady dotyczące higieny żywnościowej w swoim posiłku paschalnym (w diecie znajdował się przede wszystkim suchy chleb przaśny), prawdopodobieństwo zatrucia się z tych powodów było znacznie mniejsze.